# Montbrelloz
Montbrelloz (toponimo francese) è una frazione di 322 abitanti del comune svizzero di Estavayer, nel Canton Friburgo (distretto della Broye).

## Storia

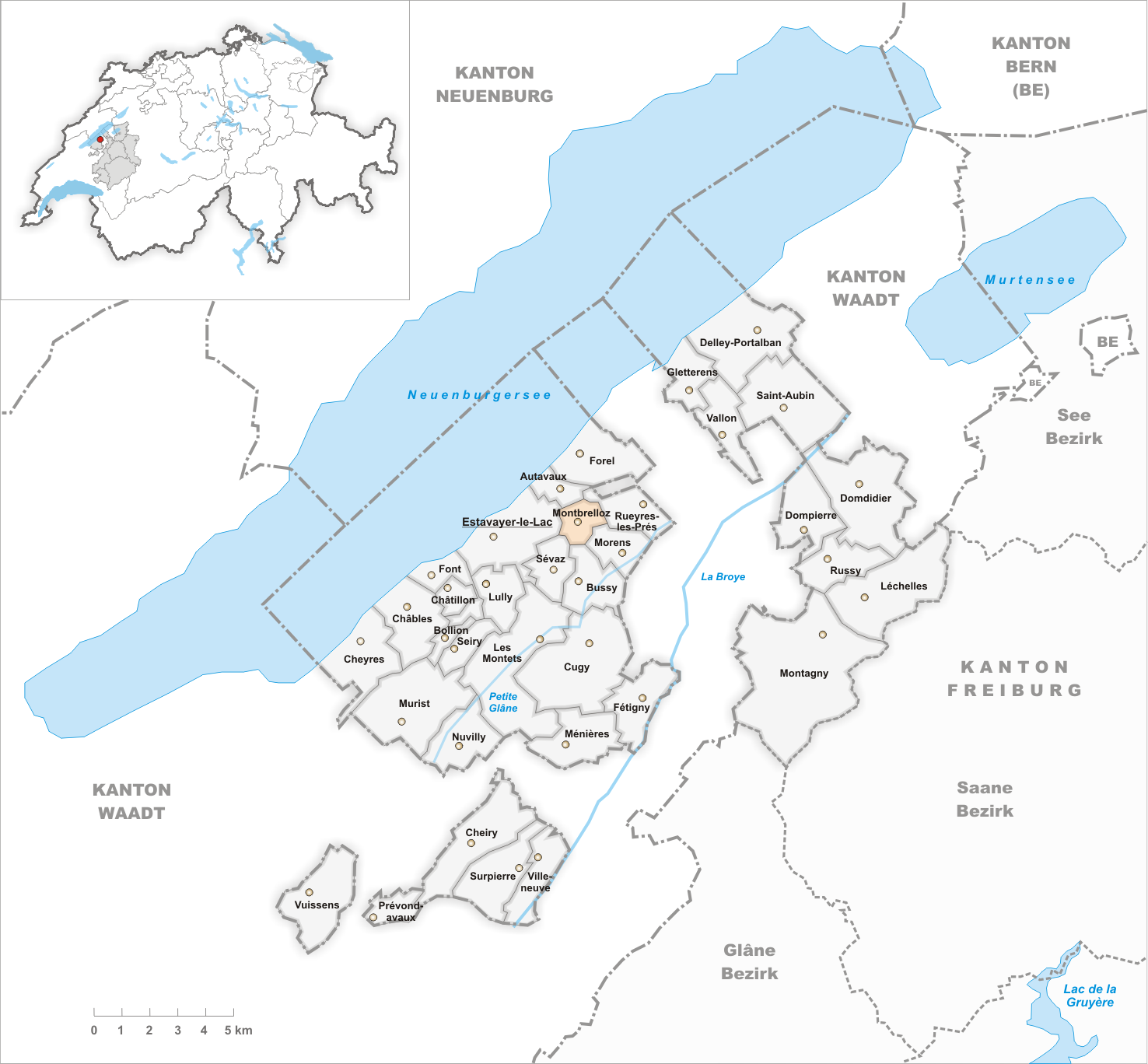
Il territorio del comune di Montbrelloz prima degli accorpamenti comunali del 2006

Già comune autonomo che si estendeva per 1,87 km², il 1º gennaio 2006 è stato accorpato agli altri comuni soppressi di Autavaux e Forel per formare il nuovo comune di Vernay, il quale a sua volta il 1º gennaio 2017 è stato accorpato agli altri comuni soppressi di Bussy, Estavayer-le-Lac, Morens, Murist, Rueyres-les-Prés e Vuissens per formare il nuovo comune di Estavayer.

## Monumenti e luoghi d'interesse

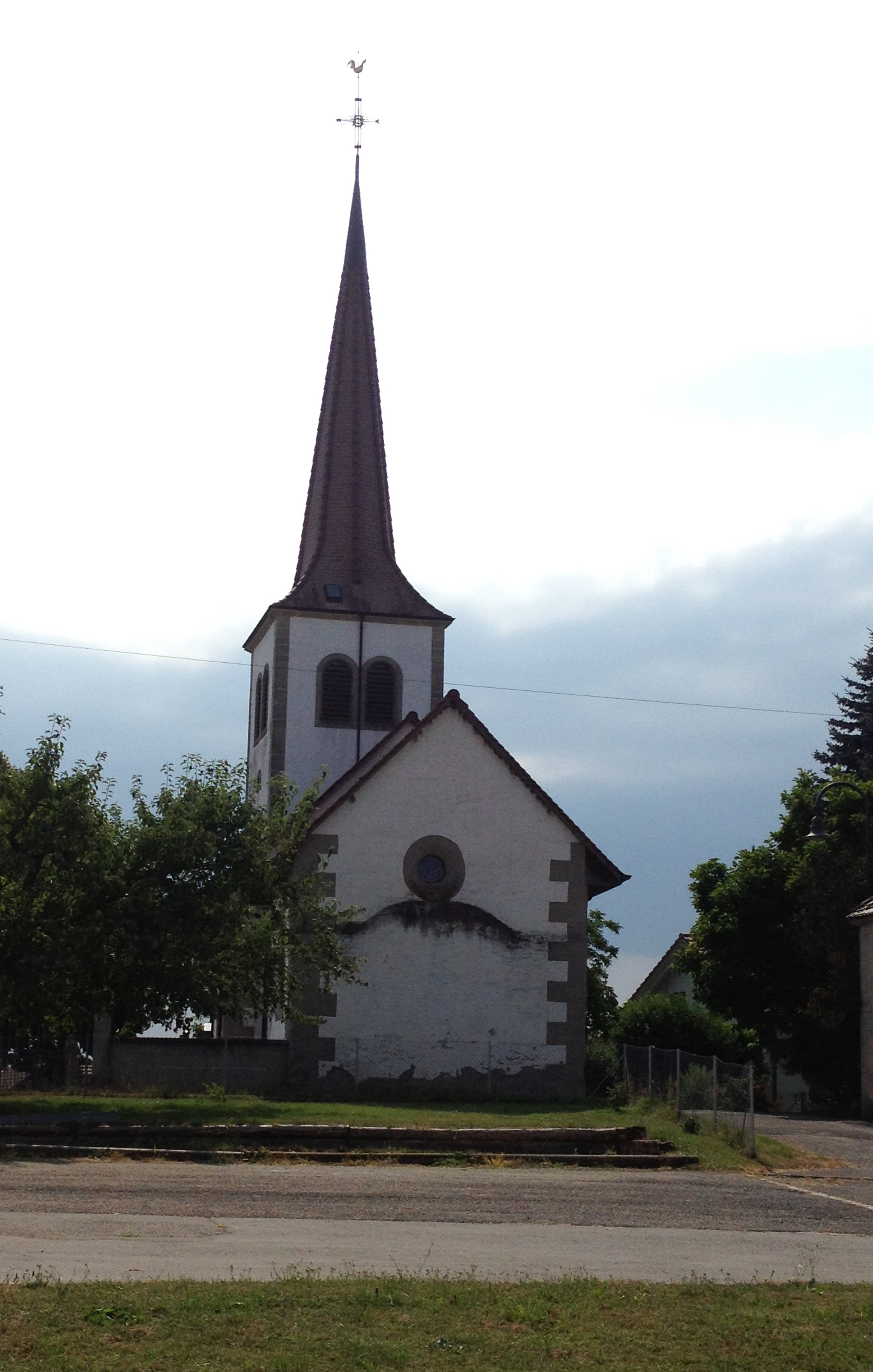
L'ex chiesa priorale di San Giovanni Battista

- Ex chiesa priorale di San Giovanni Battista, eretta nel XII secolo e ricostruita nel XIII secolo e nel 1761[1];
- Chiesa cattolica, eretta nel 1965[1].

## Società

### Evoluzione demografica
L'evoluzione demografica è riportata nella seguente tabella:
Abitanti censiti

## Amministrazione
Ogni famiglia originaria del luogo fa parte del comune patriziale che ha la responsabilità della manutenzione di ogni bene comune.